# Taillebourg (Lot-et-Garonne)
Taillebourg település Franciaországban, Lot-et-Garonne megyében. Lakosainak száma 65 fő (2022. január 1.). Taillebourg Saint-Pardoux-du-Breuil, Caumont-sur-Garonne, Fauguerolles, Fourques-sur-Garonne, Longueville és Sénestis községekkel határos.

## Népesség
A település népessége az elmúlt években az alábbi módon változott:
| Lakosok száma | 176  | 115  | 104  | 89   | 79   | 73   | 65   | 61   | 60   | 65   |
|               | 1968 | 1982 | 1990 | 2006 | 2013 | 2015 | 2017 | 2019 | 2020 | 2022 |